# Norbert Verbraak
Norbertus Martinus (Norbert) Verbraak (Den Haag, 28 februari 1948) is een Nederlandse ambtenaar en hogeschoolbestuurder.
Na het afronden van de universitaire studie Culturele antropologie te Leiden in 1974, heeft hij functies vervuld bij de Centrale voor hogere functionarissen bij overheid en onderwijs, het Ministerie van Binnenlandse Zaken en het Ministerie van Onderwijs en Wetenschappen.
In september 1985 werd hij lid van het College van Bestuur van de Katholieke Leergangen. In 1991 werd hij bestuurder van Hoger Onderwijs Zuid-Nederland. Tussen 1996 en 2008 was hij voorzitter van het College van Bestuur van Fontys Hogescholen. Hij werd als voorzitter opgevolgd door Marcel Wintels.

## In de pers
In de periode december 2004 - mei 2005 kwam Verbraak regelmatig in het nieuws vanuit zijn functie als waarnemend voorzitter van de HBO-raad. Vooral toen zijn hogeschool wervingsadvertenties plaatste voor promovendi, werd uit alle hoeken verontwaardigd gereageerd. Met name de reactie van Yvonne van Rooy, collegevoorzitter van de Universiteit Utrecht, was opvallend fel.
In september 2005 riep ScienceGuide Norbert Verbraak uit tot 'de sleutelfiguur' van 2005, oftewel de meest invloedrijke persoon in het Nederlandse hoger onderwijs.
Op 31 augustus 2007 ontving Verbraak uit handen van burgemeester Frans Ronnes van Haaren een onderscheiding als Officier in de Orde van Oranje-Nassau. Hij kreeg deze onderscheiding vanwege zijn belangrijke bijdrage aan de onderwijsontwikkeling in Nederland en de invloed daarvan op economische ontwikkelingen. 

## Nevenfuncties
- Gedelegeerde Stichting Studie Belangen (SSB)
- Gedelegeerde Stichting Steunfonds Fontys
- Voorzitter Kunstcluster
- Bestuurslid stichting Hogeschool der Kunsten Fontys-Zuyd
- Bestuurslid Brabant Medical School
- Commissaris Digitale Universiteit
- Commissaris Stichting Waarborgfonds
- Bestuurslid Incubator 3+
- Lid bestuur Cast

## Persoonlijk
Verbraak is de tweede uit een gezin met vier kinderen. Zijn jeugd heeft hij vooral doorgebracht in Den Haag en omgeving. Van juli 1958 tot de zomer van 1961 verbleef het gezin Verbraak op Curaçao. Met zijn echtgenote woont hij in Haaren, zij hebben drie kinderen.